# Karel Ceglar
Karel Ceglar, slovenski katoliški duhovnik, salezijanec in bibliograf, * 19. september 1912, Stična, † 13. junij 1999, Ljubljana.
Rodil se je očetu čevljarju in železničarju Antonu ter materi Mariji (roj. Groznik). Postal je salezijanec, nato je v Ljubljani študiral bogoslovje in bil 1939 posvečen v duhovnika. Leta 1945 je odšel na avstrijsko Koroško in 1949 v Združene države Amerike. V Hamiltonu (Kanada) je v letih 1975−1997 vodil slovensko župnijo ter tu dal sezidati cerkev in župnišče. Zbiral je gradivo o Frideriku Baragi, ter v zbirki Baragiana objavil bibliografijo njegovih del in spisov o njem. (The Works of Bishop Frederic Baraga, Hamilton 1991; Bishop Frederic Baraga. Bibliography, Hamilton 1992). Baragova pisma pa podaril samostanu Stična. Poskrbel je tudi za ponatis Baragove knjige iz leta 1837 Premišlevanje štirih poslednjih reči (Hamilton 1987).
Njegova brata sta bila Ludvik Ceglar in klasični filolog Stanko Ceglar.